# Henry Brougham Guppy
Pour les articles homonymes, voir Brougham et Guppy.
Henry Brougham Guppy est un naturaliste et un botaniste britannique, né le 23 décembre 1854 à Falmouth et mort le 23 avril 1926 à la Martinique.

## Biographie
Henry Brougham Guppy sert comme chirurgien dans des bases navales de la Navy de 1876 à 1885 en Chine et au Japon. De 1877 à 1880, il sert sur l’HMS Hornet. En 1878, il voyage en Corée. De 1881 à 1884, il sert à bord de l’HMS Lark et explore les régions ouest du Pacifique.
Il fait paraître en 1887 The Solomon Islands and Their Natives (deux volumes, Londres). Il étudie divers sujets d’histoire naturelle dans les îles hawaïennes et fidjiennes comme la formation des récifs de coraux. De 1903 à 1904, il étudie la flore de la côte ouest de l’Amérique du Sud.
Il est également l’auteur d’Observations of a Naturalist in the Pacific Between 1896 and 1899 (deux volumes, 1903-1906), Studies in Seeds and Fruits (1912), Plants, Seeds and Currents in the West Indies and Azores (1917). Il reçoit la Médaille linnéenne en 1917 et devient membre, l’année suivante, de la Royal Society.